# Leopold Sprowacker

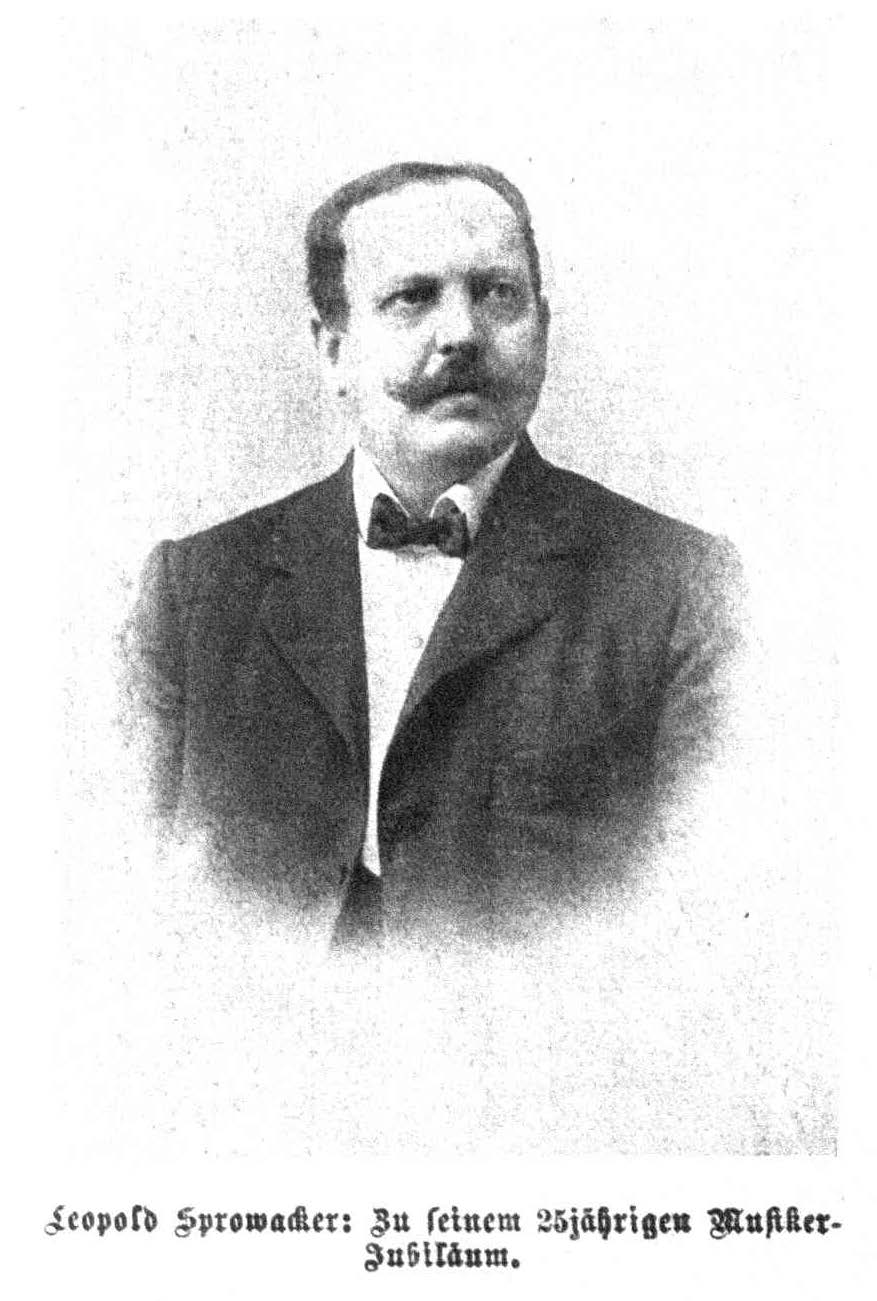
Porträtfoto aus einem Bericht der Wiener Bilder, 18. November 1903

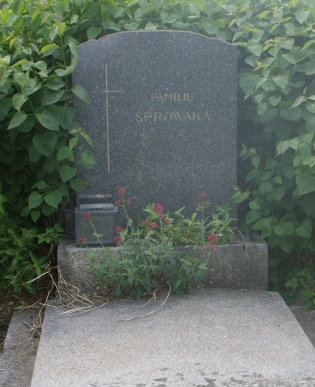
Familiengrabstätte Sprowacker/Sprowaker/Sprowaka. Hier liegt Leopold Sprowacker begraben

Leopold Sprowacker (* 31. Mai 1853 in Wiener Neustadt; † 30. März 1936 in Wien), gelegentlich auch Sprowaker, war ein österreichischer Pianist, Kapellmeister, Komponist und Textdichter. 

## Leben und Werk
Sprowacker besuchte zunächst das Obergymnasium in Wiener Neustadt und studierte dann von 1870 bis 1872 am Konservatorium der Gesellschaft der Musikfreunde in Wien (der heutigen Universität für Musik und darstellende Kunst Wien) Horn, Harmonielehre, Klavierbegleitung und Chorgesang. Zum Militärdienst eingezogen, kam er zum Regiment Hoch- und Deutschmeister und dort zur Militärmusik. Nach dem Pflichtdienst beurlaubt, ging er 1875 als Pianist nach Budapest. Für den Okkupationsfeldzug in Bosnien 1878 musste er erneut zum Militär. Offenbar hat er danach weiter als Musiker und Kapellmeister gearbeitet; aus den Jahren 1879 und 1885 stammen seine ersten im Druck nachgewiesenen Kompositionen, Märsche und Polkas, die in Budapest gedruckt wurden.
1891 soll er sich nach einem Bericht in Wiener Bilder selbstständig gemacht haben. Er gründete ein eigenes Ensemble und spielte damit im Venedig in Wien, in Danzers Orpheum und anderen Etablissements, mindestens bis 1914. Sprowacker war nicht nur als Kapellmeister, sondern auch als Klavierspieler bekannt.
Seit 1892 ist für Sprowacker ein Wohnsitz in Wien nachgewiesen. Er trat aber auch in Marienbad und Graz auf und ging mit seinem Orchester auf Tournee nach Deutschland (Breslau, Düsseldorf), Russland, Finnland und Schweden, England und in die Schweiz. 1903 wurde er für sein 25-jähriges Musikerjubiläum in Wien geehrt. In Presseberichten erhielt er damals Titulierungen wie „trefflicher Dirigent“ und „der in Wien bestbekannte Kapellmeister und Kompositeur“, die Zahl seiner gedruckten Kompositionen, von denen einige „durchschlagenden Erfolg“ gehabt hätten, habe bereits „das zweite Hundert überschritten“. Dazu gehörten humoristische Szenen, etwa für Josef Modl und Josef Steidler, Wienerlieder, unter anderem auf Texte von Carl Lorens, Adolf Bergmann oder Eduard Merkt, Märsche (insbesondere „Jux-Märsche“) und Tänze sowie sentimentale Lieder. In einigen Fällen schrieb er auch die Texte oder übersetzte sie aus einer fremdsprachigen Vorlage, so bei einem Cakewalk, einem zu dieser Zeit äußerst beliebten Import, wie an den zahlreichen das Wort „Neger“ enthaltenden Titeln in Hofmeisters Monatsberichten zu erkennen ist. Bei Sprowacker hieß das Stück dann: „Die lustigen Neger“ (Original: „Coon Town Chimes“). Viele seiner Kompositionen dürften unmittelbar für seine Engagements geschrieben worden sein, etwa ein Gondolieri-Marsch und Mein Liebchen wohnt am grünen Strand der stolzen Adria für sein Programm im Venedig in Wien. Als größter Erfolg kann die Schnulze „Verlor’nes Glück“ gelten. Sprowacker versuchte sich unter anderem auch an der Vertonung eines Textes von Heinrich Heine.
1906 gründete er eine kurzlebige „musikalisch belletristische Zeitschrift“: Wiener Volksmusik, die in einer „musikalischen Beilage“ auch eigene und fremde Originalkompositionen enthielt. Nachgewiesen sind in der Österreichischen Nationalbibliothek 14 Nummern, die Zeitschrift scheint nicht über den ersten Jahrgang hinausgekommen zu sein.
Sprowacker ist auf dem Wiener Südwestfriedhof begraben. Das Grab liegt dort in Gruppe 6, Reihe 4 und trägt die Nummer 14. Im selben Grab sind auch Karoline Sprowacker, Katharina Sprowaka und Hermine Sprowaker bestattet.
Sein Sohn Karl (* 24. Februar 1907 in Wien; † 16. August 1986 ebenda) wurde ebenfalls Musiker, Kapellmeister und Komponist. Er legte das „c“ im Familiennamen ab und nannte sich fortan Sprowaker. Seine letzte Ruhestätte befindet sich am Hernalser Friedhof.

## Das verlorene Glück
Sprowackers Erfolgsstück „Verlor’nes Glück“ (1896), verlegt bei Adolf Robitschek, in den ersten Drucken als „Rumänisches Lied“ mit Text und Musik von Sprowacker bezeichnet und als dessen Opus 101 geführt, war lediglich eine Bearbeitung. Die Vorlage war die Romanze Tu ne m’aimais pas von Charles Malo (Musik) und Léon Laroche (Text) von 1875, die in späteren Drucken dann auch ausgewiesen wurde. Sprowacker übersetzte nicht nur Laroches Text ins Deutsche, sondern baute auch, wiewohl er sich im Großen und Ganzen an die Vorlage hielt, „geschmeidigere Melodiekurven“ ein, unter „reichlichem Gebrauch klischeehafter romantischer Substrate“, wie Fritz Hennenberg urteilt, was dazu führte, dass die bereits im Original „kräftig aufgetragene Sentimentalität ... noch verdickt“ wurde.
Der Erfolg ist nicht nur an einer großen Zahl von Bearbeitungen für buchstäblich alle denkbaren Besetzungen zu erkennen, die sich in Hofmeisters Monatsberichten bis ins Jahr 1902 nachweisen lassen. Das Lied wurde ins Englische, Tschechische und Polnische übersetzt und auf Platte aufgenommen, auf Postkarten gedruckt und als Lochplatte für Spieldosen vertrieben. Unter anderem gibt es Aufnahmen auf Phonographenwalze von Marian Alma (1901) und Siegfried Adler (1905). Die späteren Notendrucke erhielten eine farbige Titelillustration von Paul Scheurich, die die getrennten Liebenden zeigt: er, den Kopf auf die Hand gestützt, vor ihrem Foto auf dem Sekretär, sie am Bachufer, das von düster wirkenden Kopfweiden gesäumt ist. Es ist eine Reihe von Erinnerungen an das Lied dokumentiert (Hans Reimann, Carl Zuckmayer, Ernst Busch), es soll ein allbekanntes „Dienstmädchenlied“ gewesen sein.
Karl Valentin hat es mindestens zweimal parodiert. Am bekanntesten ist die Parodie in der Szenenfolge Theater in der Vorstadt, auch unter dem Titel Tingeltangel geläufig, die Valentin seit etwa 1915 im Programm hatte und die 1934 unter dem Titel „So ein Theater!“ verfilmt wurde. Dort wird eine Sängerin angekündigt, die das Verlor’ne Glück vortragen wird. Valentin fragt zunächst: „Was hats verlorn?“ und empfiehlt auf die Antwort „Ihr Gück hats verlorn“: „Inserieren lassen.“ Dann begleitet er die Sängerin „ganz falsch“ auf der Geige. Ein Tapezierer trifft ein, um den Bühnenvorhang zu reparieren, Gesang und Geigenspiel gehen aber immer weiter, wobei Valentin dem Tapezierer auf Schritt und Tritt folgt, selbst die Leiter hinauf. Schließlich gerät er der Sängerin mit seinem Geigenbogen in die Haare, reißt ihre Perücke herunter und tritt dem Souffleur auf die Hand, der ein jämmerliches „Au – au – au“ ertönen lässt. In einer weiteren Szene unterlegt Valentin die Melodie der Arie Wer uns getraut aus dem Zigeunerbaron, was nicht recht zusammenpassen will.
Vermutlich kannte Bertolt Brecht das Stück aus seiner Zusammenarbeit mit Valentin. Jedenfalls ließ er sich dadurch zu seiner Erinnerung an die Marie A. inspirieren, die auf die Melodie des „Verlornen Glücks“ gesungen wurde (zuerst dokumentiert in einer Schallplattenaufnahme von Kate Kühl, wobei die Weise als „alte Melodie“ ausgewiesen war, ohne Verfasserangabe). Brecht kürzte allerdings die Melodie um zwei Textzeilen und bearbeitete sie in Zusammenarbeit mit Franz Servatius Bruinier. Es ist deutlich, dass Brechts Bearbeitung, zumindest in einer ihrer Bedeutungsschichten, als Schlagerparodie funktioniert, was zum Beispiel Hans Reimann sofort auffiel, als er das Stück zum ersten Mal hörte.

## Name
In vielen Katalogen erscheint der Musiker als Leopold Sprowaker. Dies mag durch die Entscheidung seines Sohnes veranlasst sein, diesen geänderten Nachnamen zu führen. In Sprowackers eigenen Publikationen und in zeitgenössischen Texten wird der Name immer mit „ck“ geschrieben. Auf seinem Grabstein steht Familie Sprowaka, diesen Namen führten offenbar verschiedene andere Familienmitglieder.

## Werke (Auswahl)
- Aus der Hinterbrühl. Marsch-Polka. Budapest: Rózsavölgyi. 1879
- Mein Liebchen wohnt am grünen Strand der stolzen Adria. Walzer-Rondo. Text: Eduard Merkt. 1890. Digitalisat bei der Österreichischen Nationalbibliothek
- Servus Schurl! Jux-Marsch. Text: Eduard Merkt. 1890
- Poste restante. Polka française. Text: Carl Lorens. 1890
- Das wird dir keine Rosen bringen. Text: Hanns Binder. 1892. Digitalisat bei der Österreichischen Nationalbibliothek
- Heut geh’n ma nimma ham. Jux-Marsch. Text: Carl Lorens. 1893
- Juchhe, wir haun a Loch in d’Welt. Marsch-Couplet. 1894
- Mit’n Luftballon. Marschlied. Text: Adolf Bergmann. 1894. Digitalisat bei der Österreichischen Nationalbibliothek
- Gondolieri-Marsch. Mit Benutzung der im Venedig in Wien mit großartigem Beifall aufgenommenen Original-Lieder. 1895
- Verlor’nes Glück. Rumänisches Lied. 1896. Digitalisat bei der Österreichischen Nationalbibliothek
- Untreu. 1898
- O Leopoldin, wo bist du hin? Gesangs-Polka. Gesungen von Josef Modl bei Ronacher. 1899
- Madame ich liebe Sie! Wienerlied. Text: Heinrich Heine. 1903
- Da muß halt a bisserl noch nachg’holfn wer’n. Gesungen von Josef Steidler in Danzers Orpheum
- Die lustigen Neger. Original Cakewalk. Englisches Original: Harry S. Webster. Deutscher Text: Leopold Sprowacker